# حاجی‌آباد (چناران)
حاجی‌آباد یک روستا در ایران است که در شهرستان چناران استان خراسان رضوی واقع شده‌است. حاجی‌آباد ۱۴۷ نفر جمعیت دارد.

## جمعیت
این روستا در دهستان رادکان قرار دارد و براساس سرشماری مرکز آمار ایران در سال ۱۳۸۵، جمعیت آن ۱۴۷ نفر (۳۶ خانوار) بوده‌است.